# زیبابالان
زیبابالان (نام علمی: Calopterygidae) نام یک تیره از زیرراسته سنجاقک است.